# مقاطعة قرة قول
مقاطعة قرة قول هي تقسيم إداري في ولاية بخارى في أوزبكستان. مركزها مدينة قرة قول.